# Gilbert Faure (homme politique, 1913-2001)
Pour les articles homonymes, voir Gilbert Faure et Faure.
Gilbert Faure, né le 3 octobre 1913 à Cajarc (Lot) et mort le 1er juin 2001 à Mirepoix (Ariège), est un homme politique français.

## Biographie
Instituteur en 1931, marié le 13 septembre 1935 avec Yvonne Couderc, il est fait prisonnier de guerre dans l'Yonne le 14 juin 1940 et sera libéré le 17 mai 1945. Il est maire de Mirepoix de 1959 à 1981 et conseiller général du canton de Mirepoix de 1964 à 1982. Élu de gauche, il sera cinq fois député puis directeur de cabinet du ministre des Anciens combattants Jean Laurain de juin 1981 à avril 1983.

## Détail des fonctions et des mandats
Mandats parlementaires
- 25 novembre 1962 - 2 avril 1967 : député de la 1re circonscription de l'Ariège
- 12 mars 1967 - 30 mai 1968 : député de la 1re circonscription de l'Ariège
- 30 juin 1968 - 1er avril 1973 : député de la 1re circonscription de l'Ariège
- 11 mars 1973 - 2 avril 1978 : député de la 1re circonscription de l'Ariège
- 19 mars 1978 - 22 mai 1981 : député de la 1re circonscription de l'Ariège

Mandats locaux
- mars 1959 - 1981 : maire de Mirepoix
- 1964 - 1982 : conseiller général du canton de Mirepoix
- 1973 - 1981 : conseiller régional de Midi-Pyrénées